# Список памятников Ашхабада
Памятники Ашхабада — произведения искусства, сооружённые в Ашхабаде с целью увековечения людей или исторических событий.
| Изображение | Название и местоположение | Описание |
| ----------- | --- | --- |
|             | Монумент нейтралитета Туркменистана (проспект Битарап Туркменистан)                                                           | Памятник, посвящённый нейтралитету Туркменистана. Установлен в 1996 году. В 2011 году монумент был построен на новом месте. Демонтаж памятника нейтралитету и воссоздание его на новом месте поручены фирме «Полимекс», ранее построившей памятник.               |
|             | Монумент Независимости Туркменистана (проспект Сапармурата Туркменбаши)                                                       | Памятник, посвящённый независимости Туркменистана. Монумент установлен по инициативе президента Туркменистана Сапармурата Ниязова. |
|             | Монумент в честь 15-летия Независимости Туркменистана                                                                         | Памятник, посвящённый 15-й годовщине независимости Туркменистана. Монумент установлен по инициативе президента Туркменистан Сапармурата Ниязова. |
|             | Памятник священной Рухнама (проспект Сапармурата Туркменбаши)                                                                 | Гигантский памятник в виде книги Сапармурата Ниязова воздвигнут в Парке Независимости. |
|             | Мемориал памяти воинам-туркестанцам, павшим в годы Великой Отечественной войны                                                | Памятник был возведён в память о туркменах, павших в сражениях Великой Отественной войны. |
|             | Монумент памяти жертв ашхабадского землетрясения 1948 года                                                                    | мемориальный комплекс, созданный по инициативе Сапармурата Ниязова в виде могучего быка, удерживающего на своих рогах расколотую Землю, тела погибших и женщина, последним отчаянным движением рук поднимающая над руинами города маленького Сапармурата Ниязова. |
|             | Монумент Конституции (Арчабилское шоссе)                                                                                      | Памятник, посвящённый Конституции Туркменистана. Является вторым по высоте сооружением в Туркменистане. Был открыт в 2011 году, по проекту строительной компании Полимекс.                                                                                        |
|             | Памятник советскому политическому и государственному деятелю Владимиру Ленину                                                 | Памятник открыт в 1927 году. |
|             | Памятник русскому поэту Александру Пушкину                                                                                    | Памятник открыт в 1911 году, в честь 100-летия со дня рождения великого русского поэта. Самый старый памятник города. |
|             | Памятник украинскому поэту Тарасу Шевченко                                                                                    | Работа скульптора Михаила Лысенко. |
|             | Памятник туркменскому поэту Махтумкули Фраги (проспект Махтумкули)                                                            | |
|             | Монумент ахалтекинским лошадям                                                                                                | |
|             | Памятник туркменскому охотнику («Тропа здоровья»)                                                                             | Оригинальный скульптурный ансамбль — охотник с соколом в руках, сидящий на одногорбом верблюде, а рядом с ними туркменская борзая тазы. Открыт в 2011 году. Скульпторы Максат Тугуров, Нурмухаммет Атаев и Нурмухаммет Сабиров.                                   |
|             | Памятник туркменскому полководцу Алп Арслану перед зданием Центра управления по ЧС                                            | Открыт в 2010 году. |
|             | Памятник туркменскому полководцу Алп Арслану (Арчабилское шоссе, перед зданием Туркменского национального молодёжного театра) | Открыт в 2006 году. |
|             | Памятник коню Янардагу на пересечении улицы Андалиба и Копетдагского проспекта                                                | Открыт в 2014 году. Представляет собой пирамидальный постамент, с золотым изваянием коня. Конь изображён в летящем беге, рядом с фигурой Янардага — жеребёнок. Общая высота монумента составляет 37 метров. Общая площадь монумента более 1,3 гектара             |
|             | Памятник коню «Мой белый город Ашхабад» на проспекте Махтумкули                                                               | Открыт в 2014 году |
|             | Памятник Юрию Алексеевичу Гагарину                                                                                            | Открыт в 2021 год на территории Отдела науки и культуры Посольства России в Ашхабаде, в год шестидесятилетнего юбилея полёта Юрия Алексеевича Гагарина. |